# Ница (озеро)
Ница — озеро в муниципальном образовании «Себежское» (Глембочинской волости) Себежского района Псковской области. По западному берегу проходит граница с городским поселением «Сосновый Бор».
Озеро находится на территории Себежского национального парка.
Площадь — 2,45 км² (245,0 га). Максимальная глубина — 3,0 м, средняя глубина — 2,0 м. Площадь водосборного бассейна — 55,2 км².
На берегу озера расположены деревни Бондари, Пискуны.
Проточное. Озеро относится к бассейну рек-притоков: Бондаревский (Маицкая), Мотяжница, Свольна, Дрисса, Западная Двина.
Тип озера плотвично-окуневый с лещом и уклейкой. Массовые виды рыб: щука, плотва, окунь, ерш, красноперка, лещ, густера, карась, линь, налим, уклея, угорь, вьюн.
Для озера характерны: в литорали — ил, торф, песок, заиленный песок, в центре — ил; есть сплавины.; редкие заморы; в прибрежье — леса, болото, луга.